# Västmanlands försvarsområde
Västmanlands försvarsområde (Fo 48) var ett svenskt försvarsområde inom svenska armén som verkade i olika former åren 1947–1997. Försvarsområdesstaben var förlagd i Västerås garnison i Västerås.

## Historia
Västmanlands försvarsområde bildades den 1 januari 1947 som Västerås försvarsområde och var direkt underställd militärbefälhavaren för IV. militärområdet. Försvarsområdet hade från 1942 utgjort den västra delen av Uppsala försvarsområde, men kom att bilda ett eget försvarsområde från 1947. Dock så kom försvarsområdets stab och chef att vara gemensam med Uppsala försvarsområde.
I samband med OLLI-reformen, vilken genomfördes inom försvaret mellan åren 1973–1975, sammanslogs Upplands regemente (S 1) med Uppsala försvarsområde (Fo 47) och Västmanlands försvarsområde (Fo 48) och bildade den 1 juli 1974 ett försvarsområdesregemente under namnet Upplands regemente (S 1/Fo 47/48). Detta medförde att Göta livgarde (P 1) som ingick i Uppsala försvarsområde kom att bli ett B-förband (utbildningsregemente), medan dess mobiliserings- och materialansvar överfördes till Upplands regemente, som blev ett A-förband (försvarsområdesregemente).
Den 1 juli 1990 avskiljdes staben för Västmanlands försvarsområde och bildade egen myndighet med säte i Västerås. Genom försvarsbeslutet 1992 antog samtliga försvarsområdesregementen inom armén samma organisation som bland annat staben i Västerås. Detta genom att brigaderna avskildes från regementena och bildade egna självständiga staber. Med den omorganisationen antog Västmanlands försvarsområde den 1 juli 1994 namnet Västmanlands regemente med beteckningen Fo 48. Det var dock aldrig aktuellt att det nya Västmanlands regemente skulle återfå beteckningen I 18.
Inför försvarsbeslutet 1996 föreslogs en ny försvarsområdesindelningen, vilket innebar att tre försvarsområdesstaber inom Mellersta militärområdet (Milo M) skulle avvecklas den 31 december 1997. De tre staber som föreslogs för avveckling återfanns i Gävle, Linköping och Västerås.
Västmanlands regemente avvecklades redan den 29 augusti 1997. Dock gällde inte den nya fredsorganisationen officiellt från den 1 januari 1998, då Västmanlands försvarsområde (Fo 48) integrerades i Upplands försvarsområde (Fo 47), under namnet Uppsala och Västmanlands försvarsområde (Fo 47). Som stöd till hemvärn och frivilligverksamheten inom före detta Västmanlands försvarsområde bildades försvarsområdesgruppen Västmanlandsgruppen.

## Förläggningar och övningsplatser
När försvarsområdet bildades förlades staben till Lindgrens matsalar på Nedre Slottsgatan 10D i Uppsala. Från 1951 förlades staben till den före detta sjukhusbyggnaden vid Upplands artilleriregemente kasernetablissement. Från 1974 flyttades staben till Upplands regementets kasernområde i Uppsala garnison, men kvarstod med viss verksamhet i den gamla sjukhusbyggnaden fram till att försvarsområdesstaben omlokaliserades 1982 till Enköpings garnison. I Enköping kom försvarsområdesstaben tillsammans med Upplands regemente flytt in på det kasernetablissement som ursprungligen uppförts till Göta livgarde.
Även om försvarsområdesstaben verkade inledningsvis i Uppsala, så hade man viss verksamhet i Västerås. Inledningsvis ifrån Edmansgatan 7 i. Åren 1950–1951 flyttades verksamheten till Domkyrkoesplanaden 8. Åren 1951–1961 var verksamheten förlagd till Stora gatan 26. Åren 1961–1979 åter till Edmansgatan 7. Från 1979 flyttades all verksamhet i Västerås till Regementsgatan 91. När staben blev självständig så kom den inledningsvis verka från Enköping, dock var all verksamhet samlad i Västerås från och med den 2 september 1990.

## Förbandschefer
- 1947–1950: Överste Sigfrid Gyllengahm
- 1950–1954: Överste Erik Olof (Olle) Atle Norman
- 1954–1956: Överste Fritz-Ivar Virgin
- 1957–1962: Överste Karl Gunnar Samuelsson
- 1962–1964: Överste Nils Holmstedt
- 1964–1969: Överste Åke Söderbom
- 1969–1976: Överste 1. graden Curt Helmfrid
- 1976–1982: Överste 1. graden Carl-Ivar Lindgren
- 1982–1990: Överste 1. graden Fredrik Lilliecreutz
- 1990–1994: Överste 1. graden Bo Forsgren
- 1994–1997: Överste Göran Andersson

## Namn, beteckning och förläggningsort
| Västerås försvarsområde     | 1947-01-01 | – | 1974-06-30 |
| Västmanlands försvarsområde | 1974-07-01 | – | 1997-12-31 |

| Fo 48 | 1947-01-01 | – | 1997-12-31 |

| Uppsala garnison (F)  | 1947-01-01 | – | 1982-05-30 |
| Enköping garnison (F) | 1982-06-01 | – | 1991-09-01 |
| Västerås garnison (F) | 1991-09-02 | – | 1997-12-31 |